# Odwzorowanie kartograficzne
Odwzorowanie kartograficzne (geograficzne) – określony matematycznie sposób dwuwymiarowego i przeskalowanego przedstawiania powierzchni części lub całości kuli ziemskiej lub innego ciała niebieskiego na płaszczyźnie.
W przypadku kuli ziemskiej odwzorowanie przeprowadza się w taki sposób, aby każdemu punktowi na powierzchni kuli lub elipsoidy (będących modelami powierzchni Ziemi) jednoznacznie odpowiadał określony punkt lub zbiór punktów na płaszczyźnie. W ten sposób siatka geograficzna zostaje odwzorowana w siatkę kartograficzną, złożoną z obrazów południków i równoleżników, stanowiącą podstawowy element map. Związek matematyczny pomiędzy współrzędnymi geograficznymi (szerokością geograficzną {\displaystyle \varphi } i długością geograficzną {\displaystyle \lambda }) punktu na powierzchni Ziemi a współrzędnymi prostokątnymi {\displaystyle (x,\ y)} tego punktu na płaszczyźnie można przedstawić w postaci:
{\displaystyle x=f_{1}(\varphi ,\lambda ),}
{\displaystyle y=f_{2}(\varphi ,\lambda ).}
Przy różnych funkcjach {\displaystyle f_{1}} i {\displaystyle f_{2}} otrzymuje się odwzorowania o różnych właściwościach. Wobec nierozwijalności kuli (elipsoidy) na płaszczyznę, wierne zachowanie w odwzorowaniu równocześnie kątów, odległości i powierzchni jest niemożliwe (jest możliwe przy odwzorowaniu na sferę, globus).

## Rodzaje odwzorowań
Ważną klasę odwzorowań (tzw. rzuty kartograficzne) uzyskuje się przez rzutowanie geometryczne powierzchni kuli na płaszczyznę lub pomocnicze powierzchnie rozwijalne, którymi są pobocznice stożka lub walca, przy czym każda z tych 3 powierzchni może być styczna do powierzchni kuli (elipsoidy) lub przecinać ją wzdłuż pewnych linii.
Ze względu na zniekształcenia wynikające z odwzorowania, odwzorowania mogą być:
- wiernoodległościowe (równodługościowe) – zachowujące proporcje odległości od jednego lub dwóch wybranych punktów
- wiernopowierzchniowe (równopolowe) – zachowujące proporcje wszystkich pól powierzchni
- wiernokątne (równokątne) – zachowujące wszystkie kąty

Nie jest możliwe osiągnięcie więcej niż jednej z powyższych właściwości równocześnie, nie jest też możliwe wierne odwzorowanie wszystkich odległości.

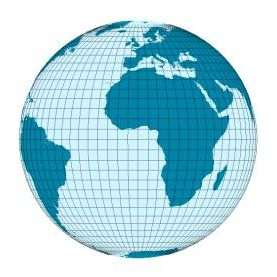
Odwzorowanie azymutalne (pozycja boczna).

Zależnie od powierzchni, na którą odwzorowuje się siatkę geograficzną, rozróżnia się odwzorowania kartograficzne:
- klasyczne – zawierają trzy podstawowe rodzaje odwzorowań kartograficznych, określonych ścisłymi regułami
  - płaszczyznowe zwane też azymutalnymi – zachowują azymuty z punktu styczności, zwane punktami głównym odwzorowania kartograficznego
  - stożkowe
  - walcowe
- umowne (pseudoklasyczne) – powstają w wyniku modyfikacji siatek klasycznych:
  - pseudopłaszczyznowe
    - siatki globuralne – przedstawiają obraz półkuli w kole
    - siatki koliste – przedstawiają obraz całej kuli w kole
    - siatki azymutoidalne – przedstawiają całą kulę ziemską w postaci elipsy lub figury do niej zbliżonej

  - pseudostożkowe
  - pseudowalcowe
  - wielościenne i inne.

Zależnie od położenia powierzchni odwzorowania w stosunku do kuli ziemskiej rozróżnia się odwzorowania kartograficzne:
- normalne (biegunowe) – gdy płaszczyzna odwzorowania jest prostopadła do osi Ziemi na biegunie, albo gdy osie stożka lub walca pokrywają się z osią kuli ziemskiej
- poprzeczne (równikowe) – gdy płaszczyzna odwzorowania jest równoległa do osi ziemskiej, albo gdy osie walca lub stożka leżą w płaszczyźnie równikowej, a więc są prostopadłe do osi obrotu Ziemi
- ukośne – gdy płaszczyzna odwzorowania, albo oś walca czy stożka zajmuje położenie pośrednie w stosunku do położeń wcześniej wymienionych, to znaczy gdy płaszczyzna lub osie odwzorowania znajduje się między biegunem a równikiem

Ze względu na położenie środka rzutu klasyfikuje się siatki:
- centralne
- stereograficzne
- ortograficzne

Ze względu na odległość powierzchni rzutu od kuli, odwzorowania mogą być:
- styczne
- sieczne
- odległe[1]

## Odwzorowania kartograficzne

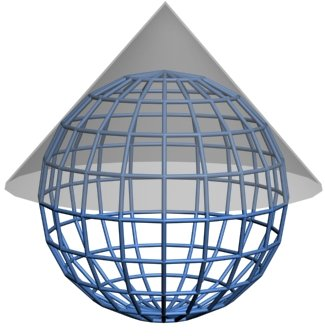
Odwzorowanie stożkowe normalne

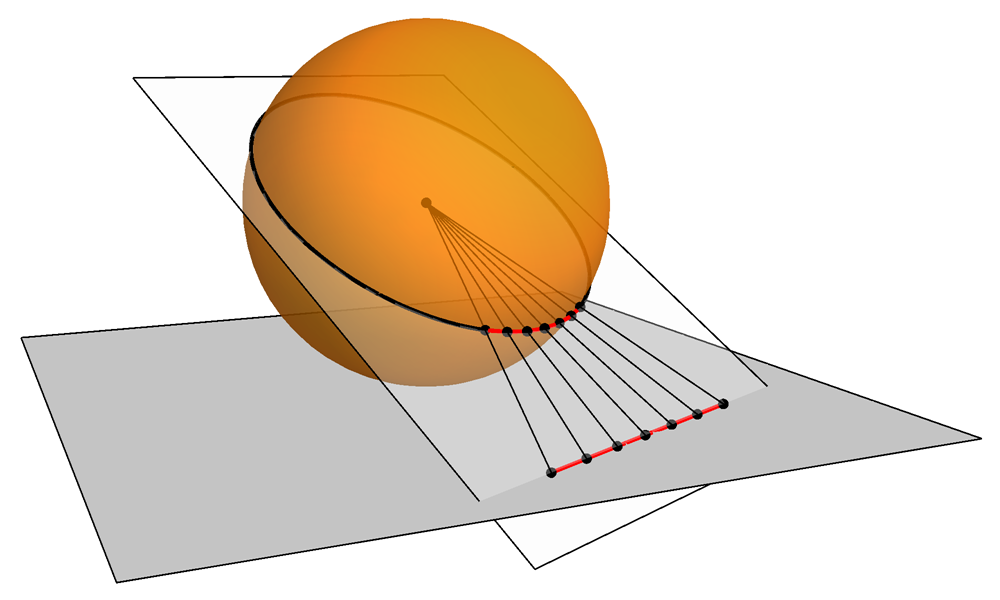
Odwzorowanie kartograficzne gnomoniczne

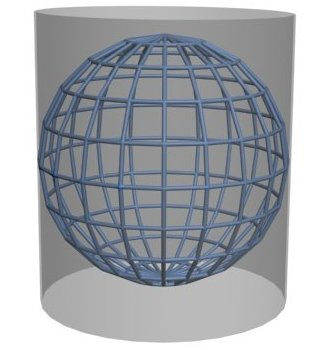
Odwzorowanie walcowe normalne

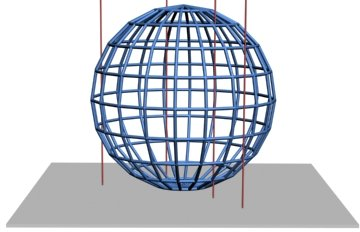
Odwzorowanie azymutalne ortograficzne

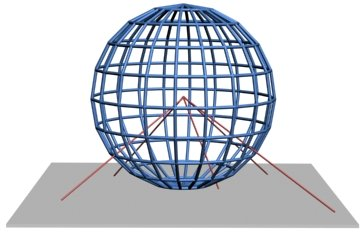
Odwzorowanie azymutalne gnomoniczne

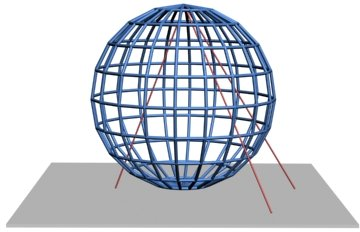
Odwzorowanie azymutalne stereograficzne

|  |  |  |

|  |  |  |

## Podsumowanie
Jedynie odwzorowanie na sferze (przykładem takiego odwzorowania jest globus) w pełni zachowuje proporcje odwzorowywanych powierzchni, odległości i kierunków (kątów). Nie da się przenieść części lub całości ziemi ze sfery na płaszczyznę bez deformacji. Niektóre odwzorowania posiadają punkt lub linię styczności z odwzorowywaną sferą. Deformacje w punkcie lub linii styczności w takich odwzorowaniach są najmniejsze i wzrastają wraz z oddalaniem się od tego miejsca.
Stosowanie odwzorowań kartograficznych o określonych właściwościach zależy od przeznaczenia mapy:
- w przypadku map nawigacyjnych i topograficznych przeznaczonych do celów wojskowych stosuje się odwzorowanie równokątne, w którym wiernie zachowane są kąty (odwzorowanie Merkatora, odwzorowanie Gaussa-Krügera);
- w przypadku map szkolnych – odwzorowanie walcowe równopowierzchniowe, w którym wiernie zachowane są powierzchnie (odwzorowanie azymutalne Lamberta, odwzorowanie Mollweidego);
- w przypadku map radiofonicznych – odwzorowanie kartograficzne wiernie zachowujące odległości z punktu głównego (odwzorowanie azymutalne równoodległościowe Postela).

Mapy świata wykonuje się zwykle w odwzorowaniach dowolnych, niezachowujących w pełni ani powierzchni, ani kątów, ani odległości (odwzorowanie Winkela, odwzorowanie Służby Topograficznej Wojska Polskiego). Teoria zniekształceń odwzorowanych N. A. Tissota (1824-1880) pozwala na ich obliczenie w dowolnym punkcie mapy i ocenę odwzorowania. W przypadku map wielkoskalowych deformacje spowodowane rzutowaniem nie grają większej roli.

## Odwzorowania stosowane w Polsce
- Odwzorowanie Gaussa-Krügera – rodzaj odwzorowania kartograficznego walcowego, poprzecznego, równokątnego (wiernie zachowujące kąty); stosowane do map wielkoskalowych (w Polsce od 1952) i do topograficznych map wojskowych w skali od 1:500 000.
- Odwzorowanie Merkatora – rodzaj odwzorowania kartograficznego walcowego równokątnego (wiernie zachowujące kąty); stosowane do map nawigacyjnych w różnych skalach (loksodromy odwzorowują się w odwzorowaniu Merkatora jako linie proste).
- Odwzorowanie Służby Topograficznej Wojska Polskiego – rodzaj odwzorowania kartograficznego dowolnego (nie zachowującego wiernie ani kątów, ani powierzchni) opracowane przez polskiego kartografa W. Grygorenkę.